# Vai

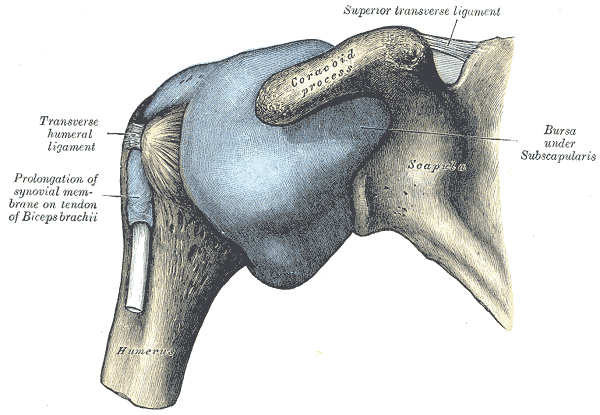
Phần bao bọc khớp vai (phồng to). Mặt trước.

Vai người được tạo từ ba xương: xương cánh tay, xương vai và xương đòn cùng với các cơ, gân và dây chằng. Khớp chính của vai là khớp cánh tay (glenohumeral joint), hay còn gọi là khớp vai.